# Vermelhinho
Vermelhinho, właśc. Carlos Manuel Oliveiros da Silva (ur. 9 marca 1959 w São João da Madeira) – portugalski piłkarz grający na pozycji pomocnika. Uczestnik mistrzostw Europy 1984 we Francji.

## Kariera
Karierę rozpoczął na Maderze, w miejscowym klubie AD Sanjoanense. Następnie reprezentował barwy RD Águeda. W 1982 roku został piłkarzem FC Porto. W sezonie 1987/1988 przebywał na wypożyczeniu w GD Chaves. Następnie grał w SC Braga, SC Espinho, zawodową grę kończąc w 1996 roku w Sanjoanense.
W 1984 roku zadebiutował w reprezentacji Portugalii.